# Язова Ірина Георгіївна
Язова Ірина Георгіївна – лікар–терапевт, лікар першої кваліфікаційної категорії; учасниця спецпроєктів «Українки на захисті життя», «Обличчя оборони України».

## Життєпис
Народилася в  Сумській області. Потім переїхала до Яготина, де одержала освіту в Комунальному закладі  Київської обласної ради «Чорнобильський  медичний фаховий коледж» й отримала диплом з відзнакою.
Вступила до  Національного медичного університету імені О. О. Богомольця. Після закінчення - пройшла підвищення рівня практичної та теоретичної підготовки лікарів в  інтернатурі за спеціальністю «загальна практика – сімейна медицина».
Працювала в Ірпінській центральній міській лікарні спочатку лікарем, потім завідувачкою приймального відділення. 
З 2020 року – лікарем-терапевтом в інфекційному відділенні.
Має родину: чоловіка та трьох дітей. З 2010 року всі разом жили в Бучі.

## 14 днів в окупованій Бучі
24 лютого 2022 року вона, як і всі, прокинулася від вибухів за вікном. Але пішла на роботу, тому що мала виклик до хворої пенсіонерки в  Гостомелі. Стала свідком того, що там відбувалося на  аеродромі, а потім -  рятівницею для багатьох містян Бучі.

### Перші дні військового вторгнення
25 лютого Ірина ще виходила на чергування, їздила на виклики. Коли росіяни на танках зайшли в місто, жінка залишилася вдома. 
З цього моменту вона стала єдиним лікарем у їхньому будинку. Потім стала надавати допомогу й мешканцям трьох житлових комплексів, які були поблизу.
Порятунок місцевих жителів розпочався з ліків. У сусідньому дворі російський танк розтрощив аптеку, люди встигли зібрати розкидані на вулиці препарати та принести у підвал, де Ірина разом із сусідками їх сортували й передавали кому потрібно .
Люди зверталися до неї з різними проблемами: головний біль,  гіпертензивні кризи,   нудоти, панічна атака. Невдовзі Ірині довелося зіткнутися з безпосередніми наслідками воєнних подій.

### Перші  пацієнти війни
Багатодітна родина, яка намагалася евакуюватися з Бучі. Їхали машиною й натрапили на російські танки. Росіяни зупинили їх і вимагали повернутися. Люди не стали чинити опір, але окупанти все ж таки відкрили вогонь. Машину перетворили на решето. Усі дивом вціліли, тільки мама та її маленька дитина отримали поранення: в обох були прострілені ноги.
На спущених колесах  повернулися до міста й по дорозі заїхали на одну з вулиць, де їх побачили та забрали до себе зовсім незнайомі люди.
Ірина дізналася про  трагедію від сусідів. Надала потерпілим першу медичну допомогу. Робила перев’язки,  колола знеболюване.   Стан дитини був занадто важкий. Постало питання щодо  евакуації: малечу й жінку переправили в лікарню, спочатку в Ірпінь, потім до Києва.
Сусід Володимир до пізнього вечора лежав на асфальті – там, де впав. 
Повертався додому від родичів, нікого не чіпав, просто йшов вулицею - у нього вистрілили окупанти. Кулями були пробиті обидві ноги. Його випадково побачили сусіди, принесли до під'їзду. Через травми нижня частина тіла Володимира була повністю знерухомлена. Хотіли підняти у квартиру, але ліфт вже не працював (він жив на 8 поверсі).
Оглянувши його рани, Ірина зрозуміла, що він не транспортабельний: перебита кістка, зачеплені м'язи та сухожилля. Лікарка надала допомогу: промила рану, зробила перев’язку, вколола протизапальне. Пізніше люди принесли антибіотики. Ірина хвилювалася: може статися зараження крові та початися сепсис. Кілька днів лікувала його, перев’язувала рану, знеболювала, чим урятувала чоловіку життя. На третій день сусідові полегшало. 9 березня Володимира змогли евакуювати до лікарні.
21-річна Ганна Тимченко була на 40-му тижні вагітності. І, як виявилося, жила в одному під'їзді з Іриною, але вони не були знайомі.
Як приймати пологи, лікарка знала лише теоретично. Колись давно, в університетські роки, хотіла стати гінекологом та добре вчила теорію. 
Ірина прийняла пологи, надала медичну допомогу за відсутності світла, газу й води. Зробила усе, аби життя дитини було збережене. Завдяки їй, у цей страшний час, народилася дівчинка Аліса . За два дні оголосили, що в Бучі відкривають гуманітарний коридор для евакуації. Наступного дня Ганна з чоловіком і новонародженою донечкою змогли виїхати.
До 9 березня жінка з родиною залишалася в місті. До останнього відмовлялася виїзжати. Але здоровий глузд переміг після того, як до їхньої квартири зайшов російський  окупант. Треба було думати про дітей. Взяли з собою ще сусідську дівчинку, собаку й кота. Замість 20 хвилин добиралися до Києва 8 годин .

## Рятувати людей — це моя робота
Згодом Ірині з чоловіком та їхніми трьома дітьми вдалося виїхати до Польщі. Зараз жінка працює лікарем у шпиталі поряд із містом Катовіце, куди часто привозять поранених українських захисників на лікування .
Через війну та її наслідки місцева лікарка-терапевт Ірина Язова стала справжнім військовим медиком.